# Rudolf Christiani (Ingenieur)
Rudolf Christiani (* 8. Februar 1877 in Sakskøbing; † 20. Dezember 1960 in Frederiksberg) war ein dänischer Bauingenieur und Unternehmer, Gründer von Christiani und Nielsen (1904).
Christiani war der Sohn des Pfarrers Fritz Holger Christiani und von Cecilie von Pontoppidan. Er studierte am Polytechnikum in Kopenhagen und war dann bei der Baufirma B&W (Burmeister und Wain), wobei er auch ein großes Projekt in Deutschland beaufsichtigte. 1902/03 war er in Frankreich zum Studium an der École des ponts et chaussées und bei dem Eisenbetonpionier und Bauunternehmer Francois Hennebique. 1903 arbeitete er für Carl Brandt in Düsseldorf, dem Vertreter von Hennebique in Deutschland. 1904 war er wieder in Kopenhagen, wo er mit dem Premierleutnant der Marine Aage Nielsen (1873–1945) das Ingenieurbüro Christiani und Nielsen gründete. Nielsen war zwar kein gelernter Bauingenieur, hatte aber unternehmerische Fähigkeiten (sein Vater war Direktor bei B&W). 1908 baute er selbst die Hamburger Niederlassung auf und wurde rasch bekannt durch die ersten Stahlbeton-Kaimauern (in Hamburg und Stettin), Stahlbetonpfähle und Stahlbetonspundwände. Nach wenigen Jahren war die Existenz der Niederlassung gesichert und er kehrte nach Kopenhagen zurück (1913) und baute weitere Niederlassungen im Ausland auf, so 1917 in Brasilien. Er war auch danach viel im Ausland. In den 1930er Jahren gehörte die Firma zu denjenigen, die am deutschen Autobahnbau wesentlich beteiligt waren.
Er arbeitete im Zweiten Weltkrieg mit den Deutschen in Frankreich und Norwegen zusammen, weswegen er vom dänischen und norwegischen Widerstand kritisiert worden war. Um die Geschäfte zu retten, entwickelte Christiani 1943 den Skandinavien-Plan, wofür er eine bedingte Ermutigung von Werner Best erhielt. Schweden sollte statt den Deutschen Norwegen und Dänemark besetzen. Der Plan flog aber Anfang 1944 durch Meldungen in der schwedischen Presse auf und führte dazu, dass die Firma 1944 von den USA auf die schwarze Liste gesetzt wurden mit unmittelbaren Auswirkungen für die Überseeaktivitäten besonders in Brasilien. Nach dem Krieg forderten die Alliierten, dass er die Firmenleitung aufgab und die Firma in eine Aktiengesellschaft umgewandelt würde (was 1958 erfolgte). 1946 übernahm sein Sohn Aage die Leitung des Ingenieurbüros. Sowohl in Norwegen als auch in Dänemark wurden Anklagen gegen Christiani wegen Kollaboration vorbereitet, wurden aber alle eingestellt (in Dänemark 1947 auf ministerielle Anweisung). Er war aber im Vorstand einiger ausländischer Tochtergesellschaften von Christiani und Nielsen. Nach Umwandlung von Christiani und Nielsen in eine Aktiengesellschaft 1958 wurde er Vorsitzender des Aufsichtsrats.
1917 bis 1920 war er im Gemeinderat von Frederiksborg. Er war auch als Abgeordneter der Liberal-Konservativen (Venstre) im Reichs- und Landtag. In den 1920er Jahren trat er noch vergeblich zur Wahl an (im Kreis Svendborg), 1932 bis 1935 (für den Kreis Ebeltoft, 1935 nicht wiedergewählt) und 1939 bis 1943 war er im Parlament (Folketing). 1934 bis 1939 war er Delegierter seiner Partei beim Völkerbund und 1942/43 Mitglied des Außenpolitik-Komitees des Folketing. 1947 bis 1953 war er im Landtag (Landstinget). Er schrieb in den 1930er und 1940er Jahren verschiedene Bücher über Wirtschaft und Politik, so 1932 über die globale Wirtschaftskrise und Dänemark.
Er war Kommandeur des Danebrogordens. Christiani saß in verschiedenen Aufsichtsräten (Titan, Atlas, dänische Zuckerfabriken). 1939 wurde er Ehrenmitglied der Hafenbautechnischen Gesellschaft, die er 1914 mit gegründet hatte, und er war Ehrenmitglied von Hamburgs Architekten- und Ingenieursverein (1952). Christiani war im Vorstand einer Reihe von gemeinnützigen und kulturellen Vereinigungen, so 1931/32 in dem der Alliance francaise, 1928 bis 1951 in dem der Nationalvereinigung für Tuberkulosebekämpfung und 1916 bis 1950 in der des Vejlefjord Sanatoriums.
1927 wurde er Ehrendoktor der TU Braunschweig und 1952 deren Ehrensenator. Er war 1910 Mitglied der Jury der Weltausstellung in Brüssel. 1942 erhielt er die Coiseau Goldmedaille der französischen Ingenieursvereinigung. Er war Kommandeur ersten Grades des Dannebrogordens und Empfänger von dessen Ehrenkreuz (Dannebrogordenens Hæderstegn).
1909 heiratete er Henriette Oldenburg. Christiani liegt im Jaegerspris im königlichen Forst von Frederiksborg begraben.
Er war mit Henriette Christiani (1880–1953) aus Oldenburg verheiratet.